# Golubovac (gmina Paraćin)
Golubovac (cyr. Голубовац) – wieś w Serbii, w okręgu pomorawskim, w gminie Paraćin. W 2011 roku liczyła 211 mieszkańców.